# 五十万人の遺産

『五十万人の遺産』のポスター

『五十万人の遺産』（ごじゅうまんにんのいさん）は、宝塚映画製作所で製作されて、1963年（昭和38年）4月28日に東宝系で公開された日本映画である。俳優・三船敏郎の唯一の監督作品。劇場公開時の同時上映作品は「社長外遊記」。

## 概要
宝塚映画（現・宝塚映像）、および三船プロダクションの共同製作。三船プロの第1回製作映画で、フィリピンロケを敢行したスケールの大きい作品である。スタッフ、キャスト共に黒澤組の常連メンバーが多数参加しており、黒澤明自身も本作の編集の際に立ち会ったといわれる。当時の東宝の2大プロデューサー・藤本真澄と田中友幸が製作として名を連ねるなど、東宝も超大作として全面的に三船をバックアップした。配給収入は2億2500万円であり、1963年の邦画興行成績で6位となった。
しかし、評論家らの評価は低かった。すっきりしないラストシーンへの不満や、三船がヒーローとして活躍しないため、観客が三船に望むものとのズレが大きかったのではとの指摘もある。内容面、興行面において失敗作とされた本作以降、三船が再び監督業に就くことはなかったが、三船プロはその後も『侍』（1965年）や『風林火山』（1969年）など、映画製作を活発に行い、三船はプロデューサー的見地から自身の作りたい映画を製作した。
同時上映は、『社長シリーズ』の一本である『社長外遊記』（監督：松林宗恵）。
DVDは発売されておらず、東宝からVHSのみが発売されている。

## ストーリー
元フィリピン派遣軍主計少佐で山下奉文将軍の部下、現在は平凡なサラリーマン生活を送っている松尾は、ある日戦時中に親交のあった貿易会社の社長・郡司満の手によって拉致された。アジトに連れて来られた松尾は、郡司から脅迫され、戦時中に松尾がフィリピンの山奥に隠した山下将軍の財宝・通称「マル福金貨」を日本に持ち帰るように指示された。満の弟・敬吾と、満の部下・五十嵐、安本、佃と共にフィリピンに密かに入国した松尾は、原住民たちの目をごまかして財宝が隠されている奥地へと進んでいく。

## エピソード
監督の三船は、撮影でスタッフを気遣うあまりカット数を減らしたり、自分自身のアップもかなり削っていたという。また、自らが出演している製薬会社のCMに使われている商品を挿入するなど、そこまで気を遣ってしまい、編集にあたった黒澤からも呆れられている。その結果、何度も撮り直しをさせられたという。

## キャスト
- 松尾武市：三船敏郎
- 郡司敬吾：三橋達也
- 佃：山﨑努
- 五十嵐：堺左千夫
- 安本：田島義文
- 郡司満：仲代達矢
- 山崎：土屋嘉男
- イゴロットの女：浜美枝
- 松尾昌子：星由里子
- 東洋人風の男：中村哲
- パン屋：山田桂子
- 女事務員：林美智子

## スタッフ
- 製作：藤本真澄、田中友幸
- 監督：三船敏郎
- 監督補佐：小松幹雄
- 脚本：菊島隆三
- 音楽：佐藤勝
- 整音 : 下永尚